# The Jet Blacks
The Jet Blacks est un groupe brésilien de pop rock, originaire de São Paulo. Le groupe connaît plusieurs formations et connaît un grand succès dans les années 1960, se produisant avec des noms bien connus de Jovem Guarda et dans des enregistrements solo, avec des dizaines d'albums enregistrés.

## Histoire
Formé dans la ville de São Paulo en 1961 par le guitariste Joe Primo (Primo Moreschi) et le guitariste Bobby de Carlo. À l'origine, ils se nomment The Vampires, mais en 1961, ce nom est changé pour celui actuel, en l'honneur du groupe anglais The Shadows, dont l'un des plus grands succès est la chanson Jet Black. Outre les Shadows, le groupe est également influencé par le groupe nord-américain The Ventures. Tous deux avaient un répertoire de base composé de chansons rock et de rebondissements instrumentaux interprétés pour les danses.
En 1962, ils signent chez Chantecler et sortent leur premier album, un 78 tours, dans lequel ils reprennent deux morceaux des Shadows : Apache et Kon-Tiki. Forte du succès de leurs débuts, la maison de disques investit dans le groupe avec la sortie de deux LP. Le premier, sorti la même année, est Twist, et le second est  enregistré l'année suivante, The Jet Blacks Again - Twist.
Grand partisan des Jet Blacks et homme qui a lancé le groupe, Antonio Aguillar anime en 1961 le programme Ritmos da Juventude à Radio Nacional. En tant que présentateur de Radio Nacional, il est un grand partisan du mouvement de la Jovem Guarda. Il lance The Jet Blacks et d'autres grands groupes tels que The Jordans, The Clevers (rebaptisés plus tard Os Incríveis), The Flayers et d'autres.
En 2003, avec une nouvelle formation, le groupe sort l'album The Jet Black's Instrumental, qui marque un nouveau retour à l'activité du groupe. Cependant, le 13 juillet 2004, Jurandi Trindade - le seul membre à avoir participé à toutes les formations - décède, mettant fin à la carrière du groupe.

## Discographie

### Albums studio
- 1962 : Twist
- 1963 : Again Twist
- 1963 :  Other Famous Twists
- 1964 : Hully Gully
- 1965 : Top Top Top
- 1965 : Chapeuzinho Vermelho
- 1966 : The Jet Black's
- 1967 : Temas de sempre na música jovem
- 1968 : Sempre
- 1982 : The Jet Black's Rides Again
- 1982 : Gala Super apresenta The Jet Black's
- 1988 : Remember The Shadows and the Ventures
- 1995 : The Jet Blacks no Cinema[3]
- 2003 : Instrumental

### Compilations
- 1975 : Nostalgia Para Jovens Enamorados
- 1989 : Golden Hits Of the 60's
- 1995 : 30 Anos da Jovem Guarda
- 1998 : Vinte e Cinco Sucessos

### Cassettes
- 1963 : Twist
- 1963 : Twist Again
- 1963 : Hava Nagila
- 1963 : Other Famous Twist
- 1963 : Volume 3
- 1964 : Volume 4
- 1964 : Hully-Gully
- 1964 : Wonderful Land
- 1964 : Wonderful Land
- 1965 : Susie "Q"
- 1965 : Word Without Love
- 1966 : Shame and Scandal in Family
- 1966 : Thunderball
- 1966 : Apache
- 1966 : Chapeuzinho Vermelho
- 1966 : Sonho dos meus Sonhos
- 1967 : The Jet Black's
- 1967 : Eu Era o Batman
- 1967 : A Condessa de Hong Kong
- 1968 : Mr. Robson
- 1968 : Robertinha
- 1969 : Tema da Audácia
- 1969 : Você Tem Que Mudar
- 1969 : Festival de San Remo
- 1970 : Smile a Little Smile for Me
- 1971 : VI Festival Internacional da Canção

### Participations
- 1965 : Álbum A Rainha da Juventude (Meire Pavão)
- 1965 : Enza Flori
- 1966 : Álbum Meire (Meire Pavão)
- 1966 : Juventude em Sucessos
- 1967 : José Luís com The Jet Black's e Orquestra Chantecler
- 1968 : O Quente (Reginaldo Rossi)
- 1995 : 30 Anos da Jovem Guarda